# Pionier (rejon aksubajewski)
Pionier (ros. Пионер) – osiedle w Rosji, w Tatarstanie, w rejonie aksubajewskim. W 2010 liczyło 158 mieszkańców.